# Amer (navigation maritime)
Pour les articles homonymes, voir Amer.

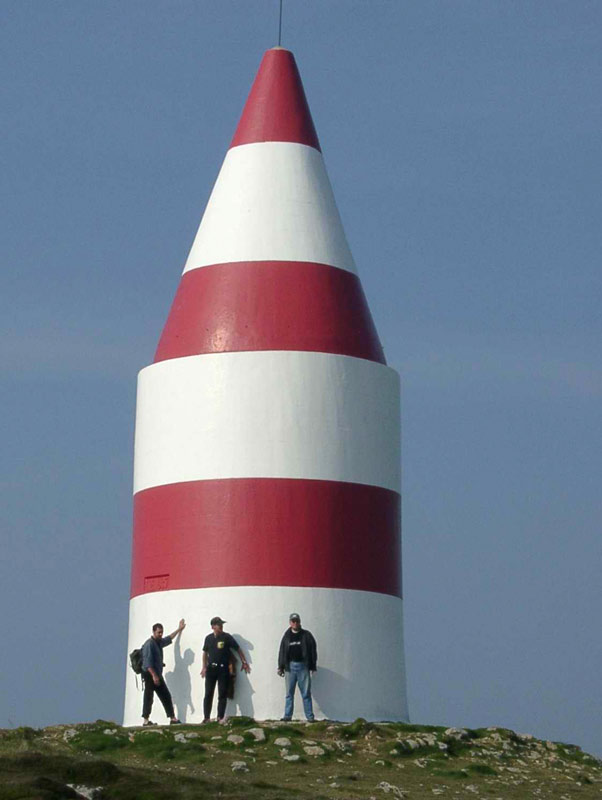
L'amer de chenal sur l'île de St Martin's dans l'archipel des Scilly, au Royaume-Uni.

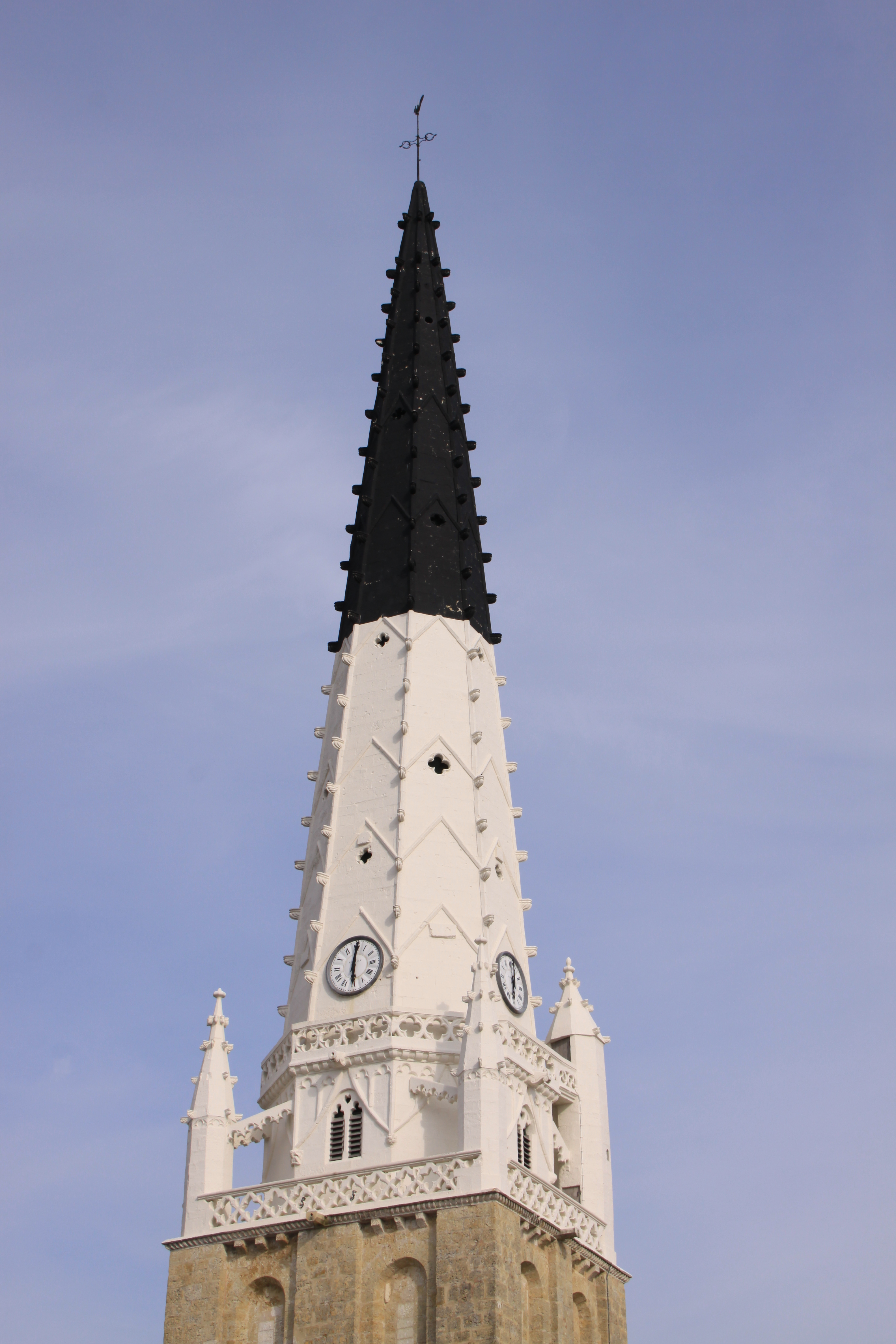
Le clocher de l'église Saint-Étienne d'Ars-en-Ré utilisé comme amer.

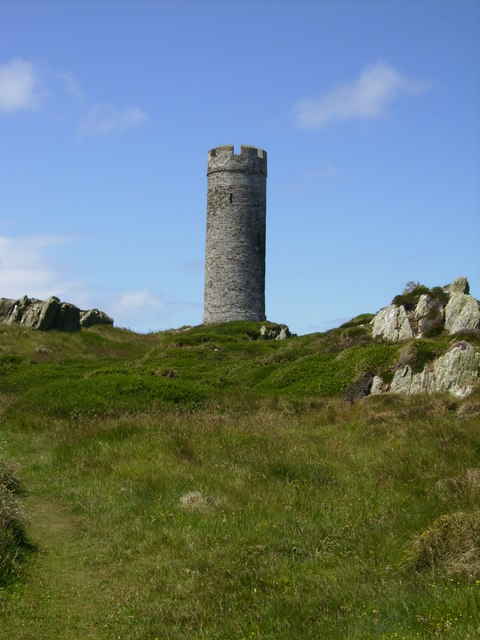
La Herring Tower de la péninsule de Langness, dans l'île de Man.

Un amer est un point de repère fixe et identifiable sans ambiguïté utilisé pour la navigation maritime.

## Étymologie
Le terme amer est passé de manière récente dans le français standard (attesté seulement à partir de 1683) et est un emprunt au normand ou au picard amer, amet, lui-même de l'ancien normand (attesté en 1119) merc (féminin merque) ou moins probablement de l'ancien picard marc / merc « borne, limite » (féminin marque), dont l'origine est le scandinave merki pour le normand ou le vieux bas francique *mark « borne, limite » (cf. marche au sens de « frontière ») pour le normand et pour le picard, avec pour ce dernier peut-être une forme intermédiaire néerlandaise merk. Dans ce cas, l'évolution -ar- > -er- est liée à l'action fermante de [r] particulièrement fréquente en normand (cf. français argent, normand ergent). Il n'a aucun rapport avec l'adjectif amer, mot issu du latin, ni avec le mot mer.

## Art du repérage côtier
Ce repère visuel identifiable sans ambiguïté est utilisable pour prendre des relèvements optiques (au compas de relèvement), ou pour naviguer sur un alignement.
Un phare, un château d'eau, un clocher, un pignon ou un arbre remarquables peuvent constituer des amers.
Un bon amer doit pouvoir être reconnu sans ambiguïté  et doit pouvoir être situé sur la carte marine utilisée.
Il peut être naturel - sommet d'une colline ou d'une montagne, rocher isolé en mer - ou artificiel -  balise, phare, bâtiment identifiable sur la côte tel qu'un clocher d'église, un château d'eau, une maison isolée ou une cheminée d'usine.
Les instructions nautiques indiquent les amers remarquables qui pourront assister le marin.
Les amers jouent un rôle important dans la navigation côtière (c’est-à-dire près des côtes, zones de danger) lorsque les techniques de navigation à l'estime ou par satellite  (GPS) ne sont plus assez précises : ils permettent de positionner le  navire sur la carte lors d'un atterrissage (arrivée sur la côte depuis le large),
de le tenir écarté des dangers peu visibles (écueils, hauts-fonds) et de le guider dans les chenaux menant à un port ou à un mouillage.
La tombée d'un cap ou d'une falaise (intersection d'une oblique avec la ligne horizontale de la mer) peut constituer un amer, bien que dans les mers à marée la hauteur d'eau varie dans de grandes proportions, déplaçant ce point d'intersection et faussant les alignements .
Aucun problème en Méditerranée, mer quasiment sans marées, mais le navigateur devra être bien plus circonspect dans l'Archipel des Chausey, au large de Granville, par exemple.

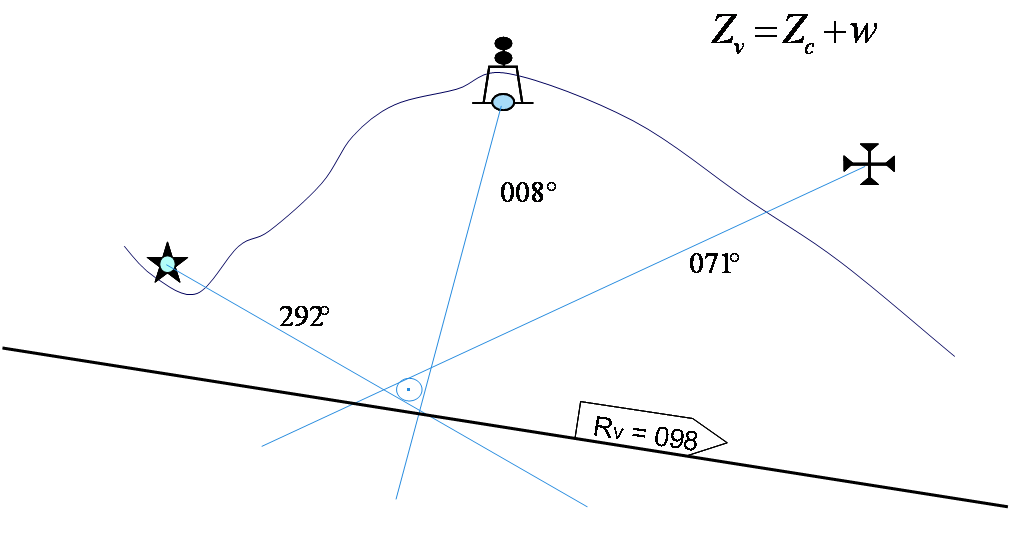
Ici le relevé de l'azimut de trois amers (clocher, tourelle et phare) a permis de positionner le navire

Le navigateur utilise les amers en relevant leur azimut avec un compas de relèvement. En reportant le relèvement de deux amers sur la carte marine, il obtient deux droites dont l'intersection coïncide avec la position du navire.
Lorsqu'un navire doit emprunter un chenal bordé de dangers, les instructions nautiques indiquent souvent deux amers qui, s'ils sont maintenus alignés durant la progression du bateau, permettront de le maintenir sur une route sûre.
Ces amers sont assez souvent artificiels : rocher blanchi avec de la peinture, tour ou tourelle visible de loin, clocher d'une église (le clocher de l'église d'Ars-en-Ré peint en noir).

### Enseignures (Plongée sous-marine)
Avant l'avènement des moyens modernes de repérage (sonars à balayage latéral, traitement informatique des images, magnétomètres à protons) et de géolocalisation très précise (GPS différentiel) le repérage des épaves et plus généralement des sites de  plongée était un processus laborieux. Les pionniers de la plongée en scaphandre autonome comme Yves Le Prieur, Henri Chenevée ou Jacques-Yves Cousteau se faisaient tracter lentement au bout d'un filin par un canot effectuant des quadrillages sur un site réputé intéressant, utilisant parfois une sorte de "gouvernail de profondeur" (une planche mobile avec des poignées prise sur une patte d'oie en bout de filin) pour se rapprocher du fond ou prendre du recul. Une fois le site repéré et exploré, il ne restait qu'à le retrouver pour toute plongée d'exploration ultérieure.
La seule méthode précise était de trouver deux alignements (voire trois, déterminant un triangle d'incertitude, plaisamment dénommé chapeau) soit quatre ou six amers, si possible, facilement reconnaissables et pérennes (un poteau électrique peut être déplacé, une maison caractéristique cachée par une construction ultérieure...).
Ces alignements étaient ensuite consignés dans un carnet d'enseignures (en général jalousement conservé à l'abri des curieux, la culture du secret étant inhérente aux milieux de la plongée subaquatique). Le mot enseignure est le synonyme méditerranéen du mot amer et il a prévalu car cette mer a été le berceau de la plongée en scaphandre autonome, à partir des années 1940. À titre d'exemple : les enseignures pour la plongée sur l'épave du sous-marin Rubis, près de Toulon.

## Histoire de la navigation
Dans l'Antiquité et jusqu'à l'avènement de cartes géographiques et d'appareils de mesure fiables, les marins naviguaient à vue et se repéraient en utilisant des documents qui décrivaient les côtes abordées, et qui signalaient principalement les amers.
Le plus célèbre amer de l'Antiquité est certainement le phare d'Alexandrie, construit sur l'île de Pharos (d'où vient son nom). Remarquable par ses dimensions et sa construction, il guidait les navires vers l'entrée du port égyptien, de jour comme de nuit.

Une tour, un amas de pierre, un marais salant ou salin... situés sur un cap ou une avancée de terre ainsi identifiable, ou à défaut une roche surélevée ou un mont, avec des formes ou des couleurs reconnues, en situation de promontoire, constituent des amers antiques, les premiers artificiels et les seconds naturels. D'autre part, la navigation fluviale et les charrois à proximité des voies de circulations fluviales et terrestres ou sur les chemins de dérivation entre voies importantes, étaient confrontés à la même nécessité de repérage. L'observation de toutes les formes terrestres créent des possibilités de repérages, une fois insérées dans la pensée par un langage commun.

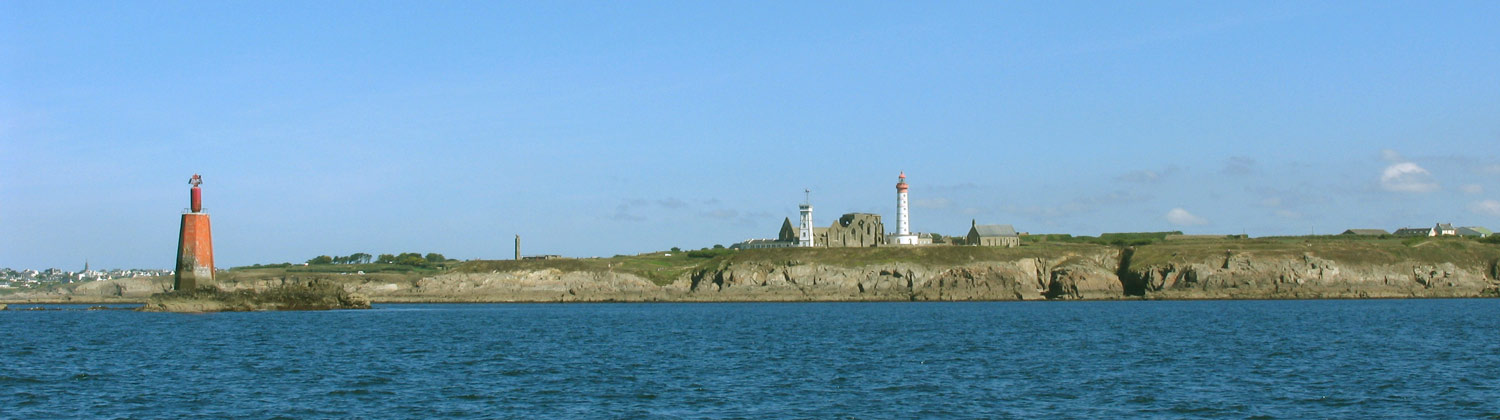
Une côte qui ne manque pas d'amers : la pointe Saint-Mathieu en Bretagne (France).

## Définition en dehors du monde maritime
Le terme amer est également utilisé en robotique mobile pour désigner les points de repère utilisés par un robot pour se repérer dans son environnement et calculer sa trajectoire.